# Cynortula modesta
Cynortula modesta is een hooiwagen uit de familie Cosmetidae.